# Bisdom Tenancingo
Het bisdom Tenancingo (Latijn: Dioecesis Tenancingana) is een rooms-katholiek bisdom met als zetel Tenancingo de Degollado, in Mexico. Het bisdom is suffragaan aan het aartsbisdom Toluca. 

## Geschiedenis
Het bisdom werd opgericht op 26 november 2009, uit delen van het bisdom Toluca, en was suffragaan aan het aartsbisdom Mexico. Op 28 september 2019 wisselde het van kerkprovincie en werd suffragaan aan het nieuw verheven aartsbisdom Toluca.

## Parochies
Het bisdom had in 2020 een oppervlakte van 3.025 km2 en telde 490.835 inwoners waarvan 91,3% rooms-katholiek was.

## Bisschoppen
- Raúl Gómez González (26 november 2009 - 19 maart 2022)
- sedisvacatie

Toluca (aartsbisdom) · Atlacomulco · Cuernavaca · Tenancingo